# Marcantonio Bentegodi
Marcantonio Bentegodi (Verona, 25 aprile 1818 – Verona, 9 agosto 1873) è stato un dirigente sportivo, politico e filantropo italiano.
Fu il precursore dello sport veronese del XIX secolo.

## Biografia
Si adoperò sempre per la diffusione delle attività sportive fra i giovani veronesi, tanto da lasciare in testamento una disposizione con cui avrebbe destinato un quarto delle sue rendite al finanziamento delle discipline sportive moderne. Consigliere comunale della città scaligera e membro del Consiglio Provinciale di Sanità, nel 1868 fondò la "Società di Ginnastica e Scherma".
A tutt'oggi a Verona opera l'Istituzione Comunale Bentegodi, società polisportiva che si occupa della promozione di atletica, ginnastica, scherma, pesistica, nuoto e pallanuoto.
Nella città di Verona sono stati dedicati a Marcantonio Bentegodi una via, una scuola elementare e due stadi omonimi: un primo impianto, sito nella zona di piazza Cittadella e demolito nel 1963, e un secondo impianto inaugurato nello stesso anno, dove gioca da allora la squadra di calcio del Verona e dove ha giocato, a cavallo di secondo e terzo millennio, anche il Chievo.